# إيمرسون لويس ريتشاردز
إيمرسون لويس ريتشاردز (بالإنجليزية: Emerson Lewis Richards)‏ هو سياسي أمريكي، ولد في 9 يوليو 1884، وتوفي في 1963.